# Ich bin ich
Ich bin ich ist ein Lied des deutschen Elektropop-Duos Glasperlenspiel. Das Stück ist die zweite Singleauskopplung aus ihrem Debütalbum Beweg dich mit mir.

## Entstehung und Artwork
Geschrieben wurde das Lied von Daniel Grunenberg, Matthias Mania, Finn Martin und Carolin Niemczyk. Produziert wurde die Single von Ingo Politz, Mic Schröder und Bernd Wendlandt, koproduziert von Daniel Grunenberg. Gemastert wurde die Single bei TrueBusyness Mastering in Berlin unter der Leitung von Sascha Bühren, gemischt wurde die Single von Mic Schröder. Das Lied wurde unter dem Musiklabel Polydor veröffentlicht. Auf dem Cover der Maxi-Single ist – neben der Aufschrift des Künstlers und des Liedtitels – ein Bild von Glasperlenspiel zu sehen. Das Coverbild wurde von der deutschen Fotografin Anita Bresser geschossen und von Kropac Media designt.

## Veröffentlichung und Promotion
Die Erstveröffentlichung der Single fand am 16. März 2012 im deutschsprachigen Raum. Die Maxi-Single ist als Download und physischer Tonträger erhältlich. Die digitale Maxi-Single enthält neben der Singleversion auch eine Akustikversion und zwei Remixversion von Ich bin ich, als B-Seite. Die Remixversionen stammen von Banks & Rawdriguez und Tocadisco. Die physische Maxi-Single ist nur als „2-Track-Single“ erhältlich und enthält die Lieder Ich bin ich und Ich bin ich (Akustikversion).
Um das Lied zu bewerben, folgten unter anderem Live-Auftritte in den Fernsehshows TV total, dem Sat.1-Frühstücksfernsehen und der ZDF Frühlingsshow. Zudem war Ich bin ich Teil des Soundtracks zum Kinofilm Hanni & Nanni 2.

## Inhalt
Der Liedtext zu Ich bin ich ist auf Deutsch verfasst. Die Musik und der Text wurden von Daniel Grunenberg, Matthias Mania, Finn Martin und Carolin Niemczyk verfasst. Musikalisch bewegt sich das Lied im Bereich des Elektropops.

„Nur ein Wort und du glaubst,
ja du glaubst mich zu kennen.
Nur ein Blick und du glaubst,
dass du weißt wer ich bin.
Ich bin ich.
Ich bin ich auf meine Weise.“

## Musikvideo
Das Musikvideo zu Ich bin ich feierte am 23. Februar 2012 bei MyVideo seine Premiere. Zu sehen ist Niemczyk, die in einem Restaurant mit ihrem Freund in Streit gerät. Später verfällt Grunenberg mit seiner Partnerin ebenfalls in Streit, während eines Kinobesuches. Am Ende treffen sich beide Paare mit ihren Freunden zu einer Partie Tischtennis, wobei sich am Ende die Partner von Niemczyk und Grunenberg ineinander verlieben. Zwischendurch sind immer wieder Glasperlenspiel zu sehen, die vor einem grauen oder weißen Hintergrund das Lied singen. Die Gesamtlänge des Videos ist 3:33 Minuten. Regie führte Marcus Sternberg, produziert wurde es von der Free The Dragon Filmproduktion.

## Mitwirkende
| Liedproduktion - Sascha Bühren: Mastering - Daniel Grunenberg: Gesang, Keyboard, Komponist, Koproduzent, Liedtexter - Matthias Mania: Komponist, Liedtexter - Finn Martin: Komponist, Liedtexter - Carolin Niemczyk: Gesang, Komponist, Liedtexter - Ingo Politz: Musikproduzent - Mic Schröder: Abmischung, Produzent - Bernd Wendlandt: Produzent Unternehmen - Free The Dragon Filmproduktion: Filmproduzent (Musikvideo) - Kropac Media: Artwork (Cover) - Polydor: Musiklabel - TrueBusyness Mastering: Mastering - Universal Music Publishing: Vertrieb | Artwork - Anita Bresser: Fotograf (Cover) Musikvideo - Lawson Dada: Beleuchter - Stefan King: Digital Colorist - Johannes Päch: Kameraassistent - Philip Reinhold: Kameramann - Pepi Rieck: Oberbeleuchter - Marcus Sternberg: Regisseur - Nicole Wiese: Choreograf |

## Chartplatzierungen
Ich bin ich erreichte in Deutschland Position 32 der Singlecharts und konnte sich insgesamt neun Wochen in den Charts halten. Für Glasperlenspiel ist dies der zweite Charterfolg in Deutschland.
| ChartsChartplatzierungen | Höchstplatzierung | Wochen |
| ------------------------ | ----------------- | ------ |
| Deutschland (GfK)        | 32 (9 Wo.)        | 9      |